# Crudo (color)
El crudo es un color similar al de un textil crudo, concretamente como la seda o lino sin curar.
Tradicionalmente, el crudo se considera un tono de beige, pero ahora se precisa como «un blanco algo amarillento, semejante al de la seda cruda o al de la lana sin blanquear.»
Su nombre en otros idiomas generalmente provienen de la palabra francesa écru, que significa lo mismo que el nombre del color en español, 'crudo'.